# Fort Leicester
Fort Leicester ist ein Küstenfort beim Dorf Trinity über der Bouley Bay an der Nordküste der Kanalinsel Jersey. Es wurde Ende des 16. Jahrhunderts, fast 50 Jahre nach einem Angriff der Franzosen auf die Insel, als Batterie zum Schutz vor einer französischen Invasion errichtet. Seinen Namen erhielt es nach Robert Dudley, 1. Earl of Leicester, einem Günstling von Königin Elisabeth I.
Die Batterie war zunächst nur mit einer einzelnen Kanone ausgestattet. Etwa 50 Jahre nach ihrem Bau erhielt sie eine Geschützplattform und auf Betreiben des Lieutenant Govenor auch mehrere Geschütze. Gleichzeitig wurde die Batterie zum Fort erklärt, das mit einer Garnison von 30 Mann der Miliz belegt wurde.
1836 erkannte man, dass diese Verteidigungseinrichtung für die inzwischen verfügbaren, schnellen Dampfschiffe viel zu schwerfällig und ineffektiv war, und zog die Garnison ab.
Im Zweiten Weltkrieg wurde Fort Leicester von den Deutschen, die die Kanalinseln besetzt hatten, mit einem Suchscheinwerfer ausgestattet. Heute ist es in privater Hand und dient als Ferienhaus für Touristen.